# Cechenena occidentalis
Cechenena occidentalis är en fjärilsart som beskrevs av Clark 1935. Cechenena occidentalis ingår i släktet Cechenena och familjen svärmare. Inga underarter finns listade i Catalogue of Life.